# Украинский народный университет
Украи́нский наро́дный университе́т, с 17 августа 1918 года Ки́евский госуда́рственный украинский университет (укр. Український народний університет, Київський державний український університет) — высшее учебное заведение, действовавшее в Киеве при власти Украинской центральной рады и Украинской державы.
В июле 1917 года Украинское научно-техническое общество «Праця» совместно с киевским обществом «Просвіта» и членами Украинского научного общества создало комиссию для организации вуза с целью подготовки научных кадров для украинизации образования. В августе того же года на 2-м Всеукраинском педагогическом съезде было утверждено решение о создании Украинского народного университета, началось формирование преподавательского состава. Университет открылся 5 октября в помещении Педагогического музея, занятия проходили в вечернее время в аудиториях Университета св. Владимира. Канцелярия университета располагалась в квартире по адресу ул. Терещенковская, 13, в помещении общества «Праця», там же проходили собрания совета преподавателей. Ректором нового вуза стал математик, профессор Киевского политехнического института И. М. Ганицкий.
В университет принимались юноши и девушки не моложе 16 лет, закончившие 6 классов гимназии, учительский институт или семинарию. Имелось три факультета — историко-филологический, природоведческо-математический и юридический, а также подготовительное отделение. Курс обучения рассчитан на три года, на подготовительном отделении по программе средних классов гимназии — один — два года. В 1917 году университет насчитывал 1370 студентов. Большинство преподавателей были профессора и доценты Университета св. Владимира: Д. А. Граве и М. Ф Кравчук преподавали математику, А. С. Грушевский — историю украинского народа, И. И. Огиенко — историю украинского языка, И. С. Свенцицкий — общее славяноведение, Б. А. Кистяковский — политэкономию, Г. Г. Павлуцкий — историю украинского искусства, Ф. П. Сушицкий — историю украинской литературы. Также в Украинском народном университете преподавали экономист М. И. Туган-Барановский, искусствовед К. В. Широцкий, физик И. И. Косоногов, историки Д. И. Багалий, Н. П. Василенко, А. Е. Крымский, славист Н. К. Грунский, литературовед А. М. Лобода.
17 августа 1918 года законом Совета министров Украинской Державы вуз реорганизован в Киевский государственный украинский университет и переведён в помещения Николаевского артиллерийского училища. Был добавлен медицинский факультет, число студентов увеличилось до 1600, в вузе работали 68 профессоров, доцентов и ассистентов. Открытие реорганизованного университета состоялось 6 октября, новым ректором был назначен Ф. П. Сушицкий — историк литературы, археограф, деканами стали М. И. Туган-Барановский (юридический факультет), Г. Г. Павлуцкий (историко-филологический), Ф. П. Швец (физико-математический) и А. В. Корчак-Чепурковский (медицинский).
В ноябре 1918 года в связи с наступлением войск Директории училище передано в ведание главнокомандующего Ф. А. Келлера, и Украинский университет вернулся в помещения Университета св. Владимира. Первого июня 1919 года два вуза были объединены постановлением Совета комиссаров высших учебных заведений Киева.